# Miquel Vidal Perelló
Miquel Vidal Perelló (Consell, 26 de juliol de 1942 – ídem, 4 de gener de 2021) fou un periodista i escriptor mallorquí, especialitzat en temàtica esportiva. Fou cofundador del diari As de Madrid, on hi va treballar durant 30 anys (1967-1998), i fou autor de una vintena de llibres sobre esport, en bona part basats en la seva experiència com a periodista i reporter.

## Biografia
El 1960 va començar a treballar a les publicacions Fiesta Deportiva i Mallorca Daily Bulletin de la mà del seu editor, Pere Serra. Davant la manca d'un horitzó professional clar el 1966 va decidir emigrar fora de Mallorca i, després d'una breu estancia al nord d'Europa, s’instal·là a Madrid. Allà va començar una singladura professional al diari generalista Informaciones, però al poc temps es va incorporar a la plantilla d’un nou diari de temàtica esportiva: As, nascut el 1967 (de fet, fou autor de quatre pàgines del primer número). Es va especialitzar en reportatges internacionals com a enviat especial i va viatjar arreu del món per entrevistar grans figures de l'esport, desenvolupant tota la seva trajectòria professional durant trenta anys.
El 1998 es prejubila, abandona Madrid i torna a Mallorca per establir-se al seu poble natal, Consell. Des de llavors va centrar-se en la faceta d'escriptor, aprofitant l'experiència com a reporter internacional. No obstant això, va mantenir l'activitat periodística al món informatiu local al nivell de col·laborador fins a la seva mort. També desenvolupà d'altres relacionades, com a director tècnic del Museu de l’Esport de Mallorca (2000-2003), o president del Club Deportiu Consell (2002-2010 i 2014-2018).

## Premis i distincions
- Membre del Comitè Olímpic Espanyol (1988-1990)
- Medalla d’Honor i Gratitud del Consell de Mallorca (2009).[6][7]
- Medalla Vila de Consell (2012).
- Premi Populars de COPE Mallorca (2012).[8]

Poc després de la seva mort, a principis de 2021 hom va proposar que el Camp Municipal d'Esports de Consell dugués el seu nom. No obstant això, la iniciativa va quedar aturada indefinidament.

## Obres
Vidal va publicar una vintena de llibres, la majoria de temàtica poliesportiva i la resta sobre altres disciplines, sobretot relacionades amb Mallorca. La seva obra ha servit per rescatar o mantenir la memòria de la història esportiva local.
- El otro curso. 1963. DL PM 1750-1962 (castellà)
- Mallorca a paso de camello. Gráficas Miramar, 1965. DL PM 227-1965 (castellà)
- Enciclopedia del Fútbol. (amb Ramón Melcón Bartolomé). Gerán, 1973 (castellà)
- Finalistas de leyenda. (et alii), 1982 (castellà)
- Figuras sobre el césped. (et alii), 1990 (castellà)
- Memorias de un reportero. GP Editores, 1998. DL M-4981-1998 (castellà)
- Mallorquines irrepetibles., 1998 ISBN 84-930730-0-8 (castellà)
- Cent anys d’esport a Mallorca. Consell de Mallorca, 2000 (català)
- Quién es quién en el deporte Mallorquín. Museu de l’Esport de Mallorca, 2003 ISBN 84-85201-15-9 (castellà)
- Miquel Àngel Nadal: el gran capità. Museu de l’Esport de Mallorca, 2004 ISBN 84-87389-27-9 (català)
- Història del RCD Mallorca 1916-2004. (amb Jordi Vidal Reynés). Palma: Documenta Balear, 2004 ISBN 84-96376-16-8 (català)
- Miguel Nadal Comas, ‘Minaco’. Documenta Balear, 2005 ISBN 84-95694-99-9 (castellà)
- Mallorca, Tierra de Campeones. Ed. Butler, 2007 ISBN 978-84-96376-98-4 (castellà)[13]
- Un equipo llamado España 2012 ISBN 978-84-15081-44-9 (castellà)[14]
- El Reportero del Olimpo. Ed. Foc, 2013 ISBN 978-84-156-3403-4 (castellà)
- Una vida de entrevistas. Gràficmon, 2014 ISBN 978-84-616-9010-7 (castellà)[15]
- Enviado Especial, 2015 ISBN 978-84-16163-98-4 (castellà)[3]
- Un siglo con el RCD Mallorca. 1916-2016 (amb Jordi Vidal Reynés). Fundació RCD Mallorca, 2016 ISBN 978-84-608-7936-7 (castellà)
- 100 anys del Club Deportiu Consell. 1918-2018 (amb Manuel García Gargallo). Gràficmon, 2017 ISBN 978-84-697-6479-4 (català)
- Una ciudad de campeones (amb Alberto Riera Hernández). Gràficmon, 2018 ISBN 978-84-090-1432-3 (castellà)[16]

### Altres formats
Vidal també va publicar en altres formats, com fascicles i sèries col·leccionables. Als darrers anys va tornar a col·laborar regularment en el diari Última Hora.